# 2183 Neufang
A 2183 Neufang (ideiglenes jelöléssel 1959 OB) a Naprendszer kisbolygóövében található aszteroida. Cuno Hoffmeister fedezte fel 1959. július 26-án.